# Kantongerecht Deventer

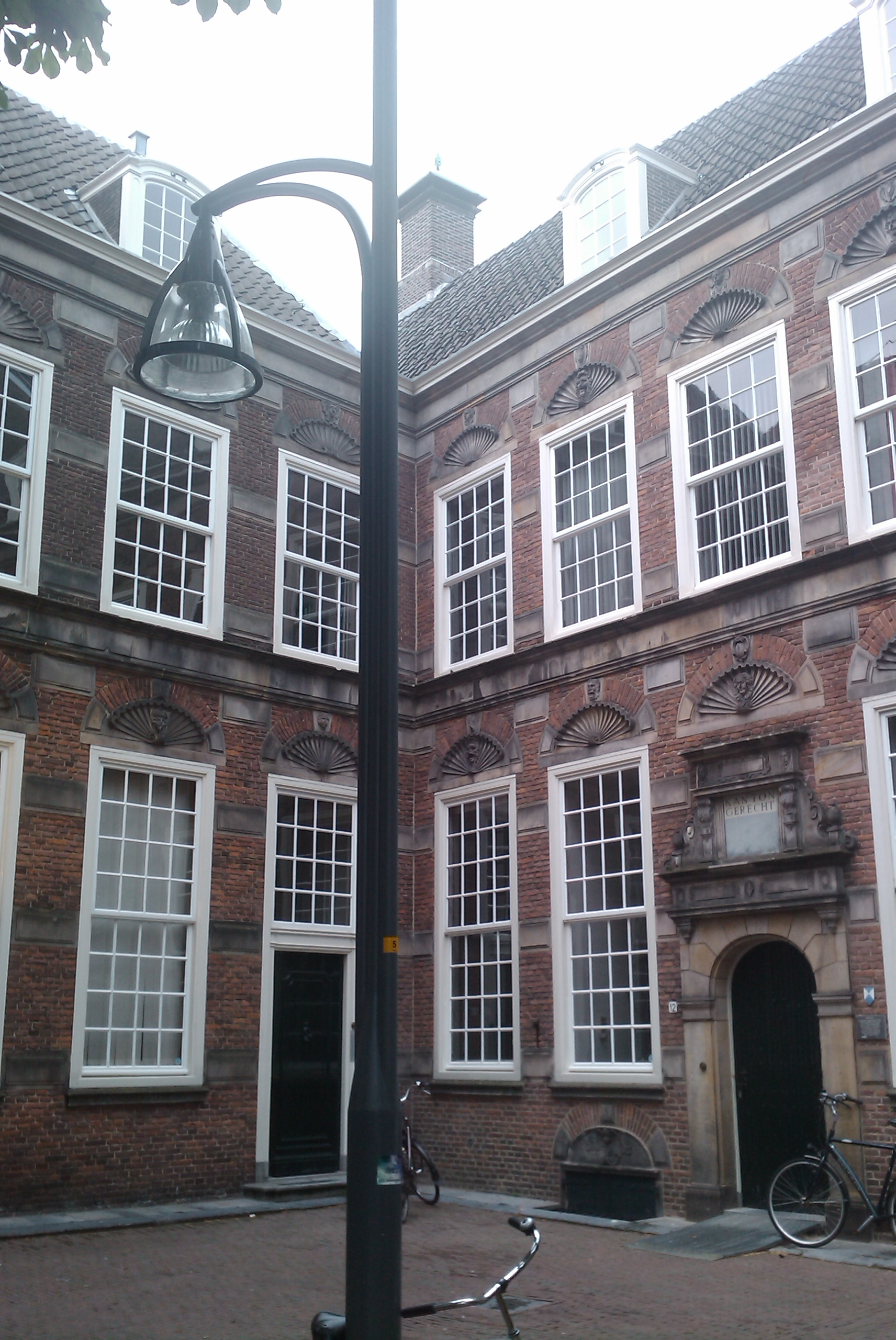
Het kantongerecht aan de Brink in Deventer

Het kantongerecht Deventer was van 1838 tot 2002 een van de kantongerechten in Nederland. Na het opheffen van het kantongerecht als zelfstandig gerecht met ingang van 2002 bleef Deventer in gebruik als zittingsplaats voor de rechtbank Zwolle-Lelystad en in 2013 als zittingsplaats voor de rechtbank Oost-Nederland en de rechtbank Overijssel. Het gerecht werd per 1 januari 2014 gesloten. Het was gevestigd in twee monumentale panden aan de Brink.